# Michał Bałucki

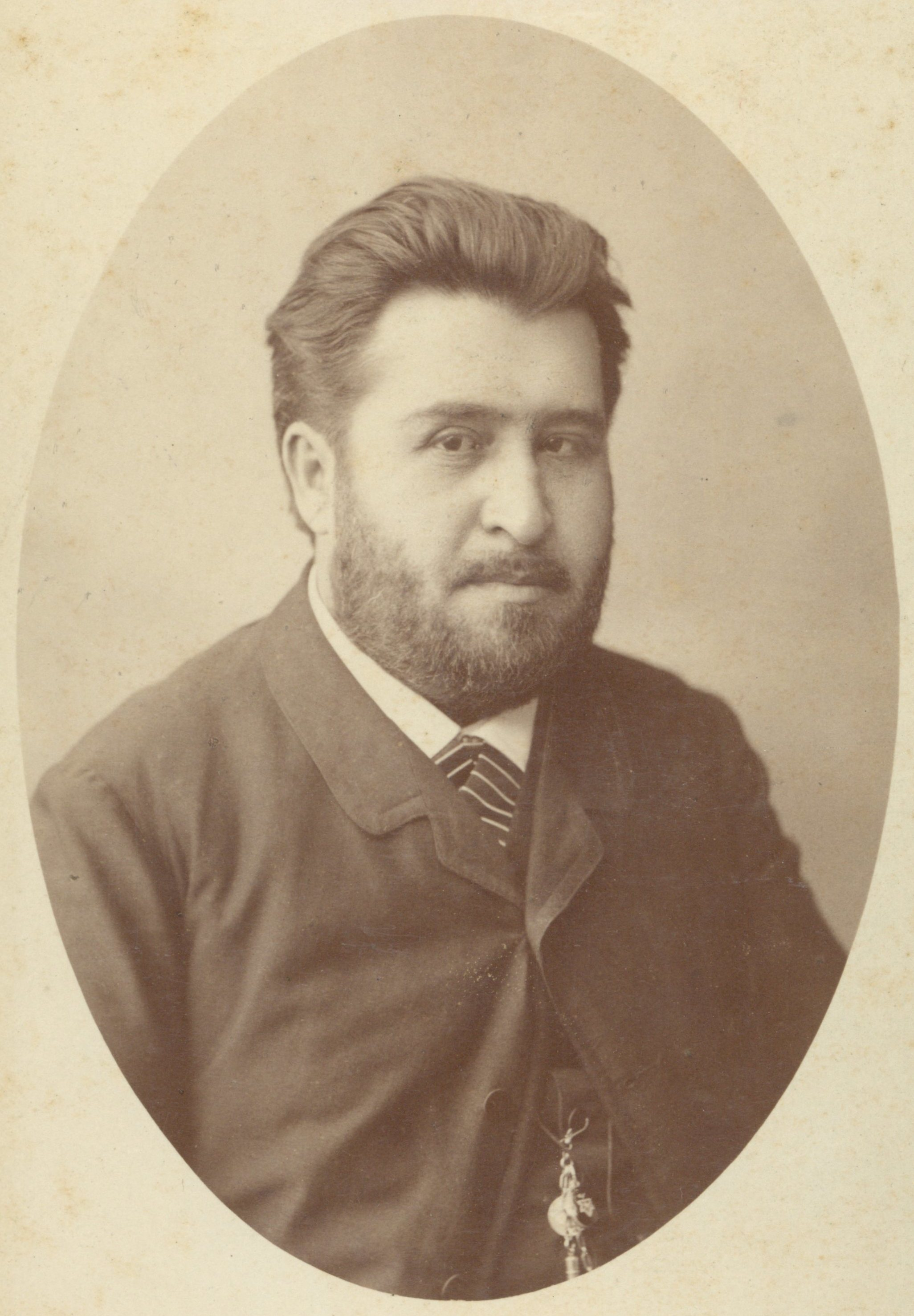
Michał Bałucki in 1892

Michał Bałucki (Krakau, 29 september 1837 - aldaar, 17 oktober 1901) was een Poolse schrijver. 
Na een opleiding aan de Barbaraschool en het Sint Annagymnasium studeerde Bałucki wiskunde en natuurkunde, later geschiedenis en literatuur aan de Jagiellonische Universiteit. Tussen 1857 en 1864 behoorde hij tot een groep schrijvers rond Józef Szujski, Artur Grottger, Jan Matejko en Władisław Żeleński en debuteerde zelf in 1859 als dichter. Een psychische ziekte onderbrak zijn literaire loopbaan. Enige tijd werkte hij als leraar in Częstochowa. 
Vanwege samenzwerende bezigheden in Galicië was hij 1863–64 in Oostenrijkse gevangenschap. Na zijn vrijlating ging hij naar Warschau. Hier gaf hij 1867-68 het vrouwenblad Kalina (= meisjesnaam) uit. Na zijn romans als Przebudzeni (Ontwaakt) (1864), Młodzi i starzy (Jong en oud)(1866), Życie wśrvd ruin (Leven in ruïnes)(1870) vestigde hij zich met Błyszczące nędze (Stralende armoede) (1870), Żydówka (Joodse vrouw) (1870) en zijn belangrijkste werk Pan burmistrz z Pipidówki (De burgemeester van Pipidówki) (1887) in de literatuurgeschiedenis als een Poolse positivist. 
Tevens schreef hij gedichten, korte verhalen en de regelmatig terugkerende column (Tygodnik krakowski) (Krakau wekelijks) voor het tijdschrift Kraj (Regio). 
Zijn comedies, zoals Polowanie na męża (Op jacht naar een echtgenoot) (1869), Radcy pana radcy (De adviseurs van de raadgever)(1871), Emancypowana (1873) (Geëmancipeerd, commentaar vertaler: ook toen al!) (1873), Dom otwarty (Open huis) (1883) en Grube ryby (Vette vis) (1881), maakten hem tot mikpunt van kritiek. Daarin werd hij als propagandist van een burgerlijke ideologie aangevallen en zijn houding als Bałucczyzna (Bałuckiisme) bespot. In 1901 pleegde hij zelfmoord. 

## Werken (selectie)
Romans
- 1864 Ontwaakt
- 1866 Jong en oud
- 1870 Leven tussen de ruïnes
- 1870 Stralende armoede
- 1870 Joodse vrouw
- 1874 Van kamp naar kamp
- 1887 De burgemeester van Pipidówka

Komedies
- 1865 De jacht op een echtgenoot
- 1867 De adviseurs van de raadgever
- 1871 Hardwerkende leeglopers
- 1873 Geëmancipeerd
- 1880 Buren
- 1889 Moeilijke tijden
- 1890 De vrijgezellenclub

## Gedicht
KLACHT

Ik had een pad geflankeerd door madeliefjes,

dat was bijna mijn geluk,

want ik zag daar mijn geliefde,

en genoot van haar glimlach.-

Vandaag hebben doornen deze weg bedekt -

Oh nee, geen doornen, geen onkruid, geen kruiden,

Menselijke afgunst: Jeno (vertaler: Hongaarse jongensnaam) scheidt ons,

En zij wil niet meer bij mij komen. -

Menselijke afgunst en menselijke laster -

Dat is de begrafenis mijn klokkendans, -

Waarom verbergt mijn geluk zich in een tombe?

Ik moet verder leven - maar ben van het leven moe. -

SKARGA

Miałem ścieżkę majoną kwiatami,

Którą blisko mi do szczęścia było,

Bom widywał się tam z moją miłą,

I cieszyłem się jej uśmiechami. —

Dzisiaj ciernie zakryły tę drogę —

Oj, nie ciernie, nie chwasty, ni ziela,

Jeno ludzka zawiść nas rozdziela,

I ja do niej dojść więcej nie mogę. —

Ludzka zawiść i ludzka obmowa —

To pogrzebne szczęściu memu dzwony, —

Czemuż gdy się szczęście to w grób chowa,

Ja żyć muszę — życiem umęczony. — 

- Bibsys: 90883412
- Bibliothèque nationale de France: cb12956888x (data)
- CiNii: DA15992932
- Gemeinsame Normdatei: 129301736
- International Standard Name Identifier: 0000 0000 8392 2174
- Library of Congress Control Number: n82065991
- Nationale Bibliotheek van Letland: 000303754
- Nationale Bibliotheek van Tsjechië: jn20020308001
- Nationale bibliotheek van Australië: 35123372
- Nationale Bibliotheek van Israël: 987007277862405171
- Nederlandse Thesaurus van Auteursnamen: 119324466
- Réseau des bibliothèques de Suisse occidentale: 02-A002980483
- Système universitaire de documentation: 161244564
- Trove: 833246
- Virtual International Authority File: 70005089
- WorldCat: E39PBJwD6qxhMTKV9xJVkvHHmd